# New Zealand Threat Classification System
Le système de classification des menaces de la Nouvelle Zélande (New Zealand Threat Classification System ou NZTCS) est un système d'évaluation du statut de la menace sur les espèces en Nouvelle-Zélande.
C'est un système différent de celui de l'Union internationale pour la conservation de la nature (UICN), car prenant en compte des aspects spécifiques des espèces néo-zélandaises.